# Oscar alla miglior canzone originale
L'Oscar alla miglior canzone originale (Academy Award for Best Original Song) viene assegnato alla canzone votata come migliore dall'Academy of Motion Picture Arts and Sciences, cioè l'ente che assegna gli Academy Awards, i celebri premi conosciuti in Italia come premi Oscar.
Il premio viene assegnato agli autori che hanno composto una canzone originale specificamente per un film. L'interprete della canzone non viene preso in considerazione a meno che questo non abbia contribuito alle musiche, i testi o entrambi.
Questo premio fu introdotto nel 1934. Le nomination sono stilate dai compositori e autori di canzoni membri dell'Academy, mentre i vincitori sono scelti dall'intera Academy.

## Vincitori e candidati
Vengono di seguito indicati in grassetto i vincitori. Ove ricorrente e disponibile, viene indicato il titolo in lingua italiana e quello in lingua originale tra parentesi. Gli anni indicati sono quelli in cui è stato assegnato il premio e non quello in cui è stato diretto il film.

### 1930
- 1935
  - The Continental, musica di Con Conrad e testo di Herb Magidson - Cerco il mio amore (The Gay Divorcee)
  - Carioca, musica di Vincent Youmans testo di Edward Eliscu e Gus Kahn - Carioca (Flying Down to Rio)
  - Love in Bloom, musica di Ralph Rainger e testo di Leo Robin - She Loves Me Not
- 1936
  - Lullaby of Broadway, musica di Harry Warren e testo di Al Dubin - Donne di lusso 1935 (Gold Diggers of 1935)
  - Lovely to Look at, musica di Jerome Kern testo di Dorothy Fields e Jimmy McHugh - Roberta
  - Cheek to Cheek, musica e testo di Irving Berlin - Cappello a cilindro (Top Hat)
- 1937
  - The Way You Look Tonight, musica di Jerome Kern e testo di Dorothy Fields - Follie d'inverno (Swing Time)
  - I've Got You Under My Skin, musica e testo di Cole Porter - Nata per danzare (Born to Dance)
  - Pennies from Heaven, musica di Arthur Johnston e testo di Johnny Burke - Spiccioli dal cielo (Pennies from Heaven)
  - When Did You Leave Heaven, musica di Richard A. Whiting e testo di Walter Bullock - Radiofollie (Sing, Baby, Sing)
  - Did I Remember, musica di Walter Donaldson e testo di Harold Adamson - Il mio amore eri tu (Suzy)
  - A Melody from the Sky, musica di Louis Alter e testo Sidney D. Mitchell - Il sentiero del pino solitario (The Trail of the Lonesome Pine)
- 1938
  - Sweet Leilani, musica e testo di Harry Owens - Waikiki Wedding
  - Whispers in the Dark, musica di Frederick Hollander e testo di Leo Robin - Artisti e modelle (Artists & Models)
  - Remember Me, musica di Harry Warren e testo di Al Dubin - Mr. Dodd Takes the Air
  - They Can't Take That Away from Me, musica di George Gershwin e testo di Ira Gershwin - Voglio danzare con te (Shall We Dance)
  - That Old Feeling, musica di Sammy Fain e testo di Lew Brown - Modella di lusso (Vogues of 1938)
- 1939
  - Thanks for the Memory, musica di Ralph Rainger e testo di Leo Robin - The Big Broadcast of 1938
  - Now It Can Be Told, musica e testo di Irving Berlin - La grande strada bianca (Alexander's Ragtime Band)
  - Change Partners and Dance with Me, musica e testo di Irving Berlin - Girandola (Carefree )
  - The Cowboy and the Lady, musica di Lionel Newman e testo di Arthur Quenzer - La dama e il cowboy (The Cowboy and the Lady)
  - Jeepers Creepers, musica di Harry Warren e testo di Johnny Mercer - L'alfabeto dell'amore (Going Places)
  - A Mist Over the Moon, musica di Ben Oakland e testo di Oscar Hammerstein II - The Lady Objects
  - Always and Always, musica di Edward Ward e testo di Chet Forrest e Bob Wright - La donna che voglio (Mannequin )
  - Merrily We Live, musica di Phil Craig e testo di Arthur Quenzer - Gioia di vivere (Merrily We Live)
  - My Own, musica di Jimmy McHugh e testo di Harold Adamson - Quella certa età (That Certain Age)
  - Dust, musica e testo di Johnny Marvin - Under Western Stars

### 1940
- 1940
  - Over the Rainbow, musica di Harold Arlen e testo di E.Y. Harburg - Il mago di Oz (The Wizard of Oz)
  - Faithful Forever, musica di Ralph Rainger e testo di Leo Robin - I viaggi di Gulliver (Gulliver's Travels)
  - Wishing, musica e testo di Buddy DeSylva - Un grande amore (Love Affair)
  - I Poured My Heart Into a Song, musica e testo di Irving Berlin - Ho trovato una stella (Second Fiddle)
- 1941
  - When You Wish Upon a Star, musica di Leigh Harline e testo di Ned Washington - Pinocchio
  - Down Argentine Way, musica di Harry Warren e testo di Mack Gordon - Notti argentine (Down Argentine Way)
  - Who Am I?, musica di Jule Styne e testo di Walter Bullock - Hit Parade of 1941
  - It's a Blue World, musica e testo di Chet Forrest e Bob Wright - Music in My Heart
  - Only Forever, musica di James V. Monaco e testo di Johnny Burke - Rhythm on the River
  - Love of My Life, musica di Artie Shaw e testo di Johnny Mercer - Follie di jazz (Second Chorus)
  - Waltzing in the Clouds, musica di Robert Stolz e testo di Gus Kahn - Parata di primavera (Spring Parade)
  - Our Love Affair, musica di Roger Edens e testo di George Stoll - Musica indiavolata  (Strike Up the Band)
  - I'd Know You Anywhere, musica di Jimmy McHugh e testo di Johnny Mercer - You'll Find Out
- 1942
  - The Last Time I Saw Paris, musica di Jerome Kern, testo di Oscar Hammerstein II - Lady Be Good
  - Baby Mine, musica di Frank Churchill, testo di Ned Washington - Dumbo
  - Be Honest with Me, musica e testo di Gene Autry e Fred Rose - Ridin' on a Rainbow
  - Blues in the Night, musica di Harold Arlen, testo di Johnny Mercer - Blues in the Night
  - Boogie Woogie Bugle Boy of Company B, musica di Hugh Prince, testo di Don Raye - Gianni e Pinotto reclute (Buck Privates)
  - Chattanooga Choo Choo, musica di Harry Warren, testo di Mack Gordon - Serenata a Vallechiara (Sun Valley Serenade)
  - Dolores, musica di Lou Alter, testo di Frank Loesser - Las Vegas Nights
  - Out of the Silence, musica e testo di Lloyd B. Norlind - All-American Co-Ed
  - Since I Kissed My Baby Goodbye, musica e testo di Cole Porter - L'inarrivabile felicità (You'll Never Get Rich)
- 1943
  - White Christmas, musica e testo di Irving Berlin - La taverna dell'allegria (Holiday Inn)
  - Always in My Heart, musica di Ernesto Lecuona, testo di Kim Gannon - Sempre nel mio cuore (Always in My Heart)
  - Dearly Beloved, musica di Jerome Kern, testo di Johnny Mercer - Non sei mai stata così bella (You Were Never Lovelier)
  - How About You?, musica di Burton Lane, testo di Ralph Freed - I ragazzi di Broadway (Babes on Broadway)
  - It Seems I Heard That Song Before, musica di Jule Styne, testo di Sammy Cahn - Youth on Parade
  - I've Got a Gal in Kalamazoo, musica di Harry Warren, testo di Mack Gordon - Voglio essere più amata 
  - Love Is a Song, musica di Frank Churchill, testo di Larry Morey - Bambi
  - Pennies for Peppino, musica di Edward Ward, testo di Chet Forrest e Bob Wright - Flying with Music
  - Pig Foot Pete, musica di Gene de Paul, testo di Don Raye - attribuita ad Hellzapoppin' ma apparsa nel film Razzi volanti (Keep 'Em Flying)
  - There's a Breeze on Lake Louise, musica di Harry Revel, testo di Mort Greene - The Mayor of 44th Street
- 1944
  - You'll Never Know, musica di Harry Warren, testo di Mack Gordon - Vecchia San Francisco (Hello, Frisco, Hello)
  - A Change of Heart, musica di Jule Styne, testo di Harold Adamson - Hit Parade of 1943
  - Happiness Is a Thing Called Joe, musica di Harold Arlen, testo di E. Y. Harburg - Due cuori in cielo (Cabin in the Sky)
  - My Shining Hour, musica di Harold Arlen, testo di Johnny Mercer - Non ti posso dimenticare (The Sky's the Limit)
  - Saludos Amigos, musica di Charles Wolcott, testo di Ned Washington - Saludos Amigos
  - Say a Pray'r for the Boys Over There, musica di Jimmy McHugh, testo di Herb Magidson - Tua per sempre (Hers To Hold)
  - That Old Black Magic, musica di Harold Arlen, testo di Johnny Mercer - Signorine, non guardate i marinai (Star Spangled Rhythm)
  - They're Either Too Young or Too Old, musica di Arthur Schwartz, testo di Frank Loesser - Thank Your Lucky Stars
  - We Mustn't Say Goodbye, musica di James Monaco, testo di Al Dubin - La taverna delle stelle (Stage Door Canteen)
  - You'd Be So Nice to Come Home to, musica e testo di Cole Porter - Nasce una stella (Something to Shout About)
- 1945
  - Swinging on a Star, musica di James Van Heusen, testo di Johnny Burke - La mia via (Going My Way)
  - I Couldn't Sleep a Wink Last Night, musica di Jimmy McHugh, testo di Harold Adamson - Higher and Higher
  - I'll Walk Alone, musica di Jule Styne, testo di Sammy Cahn - La nave della morte (Follow the Boys)
  - I'm Making Believe, musica di James Monaco, testo di Mack Gordon - Sweet and Low-Down
  - Long Ago and Far Away, musica di Jerome Kern, testo di Ira Gershwin - Fascino (Cover Girl)
  - Now I Know, musica di Harold Arlen, testo di Ted Koehler - Così vinsi la guerra (Up in Arms)
  - Remember Me to Carolina, musica di Harry Revel, testo di Paul Webster - Minstrel Man
  - Rio de Janeiro, musica di Ary Barroso, testo di Ned Washington - Brazil
  - Silver Shadows and Golden Dreams, musica di Lew Pollack, testo di Charles Newman - Lady, Let's Dance
  - Sweet Dreams Sweetheart, musica di Maurice K. Jerome, testo di Ted Koehler - Ho baciato una stella (Hollywood Canteen)
  - Too Much in Love, musica di Walter Kent, testo di Kim Gannon - È fuggita una stella (Song of the Open Road)
  - The Trolley Song, musica e testo di Ralph Blane e Hugh Martin - Incontriamoci a Saint Louis (Meet Me in St. Louis)
- 1946
  - It Might As Well Be Spring, musica di Richard Rodgers, testo di Oscar Hammerstein II - Festa d'amore (State Fair)
  - Accentuate the Positive, musica di Harold Arlen, testo di Johnny Mercer - Here Come the Waves
  - Anywhere, musica di Jule Styne, testo di Sammy Cahn - Stanotte e ogni notte (Tonight and Every Night)
  - Aren't You Glad You're You?, musica di James Van Heusen, testo di Johnny Burke - Le campane di Santa Maria (The Bells of St. Mary's)
  - The Cat and the Canary, musica di Jay Livingston, testo di Ray Evans - Why Girls Leave Home
  - Endlessly, musica di Walter Kent, testo di Kim Gannon - Earl Carroll Vanities
  - I Fall in Love Too Easily, musica di Jule Styne, testo di Sammy Cahn - Due marinai e una ragazza (Canta che ti passa) (Anchors Aweigh)
  - I'll Buy That Dream, musica di Allie Wrubel, testo di Herb Magidson - Sing Your Way Home
  - Linda, musica e testo di Ann Ronell - I forzati della gloria (G. I. Joe)
  - Love Letters, musica di Victor Young, testo di Eddie Heyman - Gli amanti del sogno (Love Letters)
  - More and More, musica di Jerome Kern, testo di E. Y. Harburg - California (Can't Help Singing)
  - Sleighride in July, musica di James Van Heusen, testo di Johnny Burke - La bella dello Yukon (Belle of the Yukon)
  - So in Love, musica di David Rose, testo di Leo Robin - L'uomo meraviglia (Wonder Man)
  - Some Sunday Morning, musica di Ray Heindorf e Maurice K. Jerome, testo di Ted Koehler - Duello a S. Antonio (San Antonio)
- 1947
  - On the Atchison, Topeka and the Santa Fe, musica di Harry Warren, testo di Johnny Mercer - Le ragazze di Harvey (The Harvey Girls)
  - All Through the Day, musica di Jerome Kern, testo di Oscar Hammerstein II - Bellezze rivali (Centennial Summer)
  - I Can't Begin to Tell You, musica di James Monaco, testo di Mack Gordon - Donne e diamanti (The Dolly Sisters)
  - Ole Buttermilk Sky, musica di Hoagy Carmichael, testo di Jack Brooks - I conquistatori (Canyon Passage)
  - You Keep Coming Back Like a Song, musica e testo di Irving Berlin - Cieli azzurri (Blue Skies)
- 1948
  - Zip-A-Dee-Doo-Dah, musica di Allie Wrubel, testo di Ray Gilbert - I racconti dello zio Tom (Song of the South)
  - A Gal in Calico, musica di Arthur Schwartz, testo di Leo Robin - L'ora, il luogo e la ragazza (The Time, the Place and the Girl)
  - I Wish I Didn't Love You So, musica e testo di Frank Loesser - La storia di Pearl White (The Perils of Pauline)
  - Pass That Peace Pipe, musica e testo di Ralph Blane, Roger Edens e Hugh Martin - Good News
  - You Do, musica di Josef Myrow, testo di Mack Gordon - Come nacque il nostro amore (Mother Wore Tights)
- 1949
  - Buttons and Bows, musica e testo di Jay Livingston e Ray Evans - Viso pallido (The Paleface)
  - For Every Man There's a Woman, musica di Harold Arlen, testo di Leo Robin - Casbah
  - It's Magic, musica di Jule Styne, testo di Sammy Cahn - Amore sotto coperta (Romance on the High Seas)
  - This Is the Moment, musica di Frederick Hollander, testo di Leo Robin - La signora in ermellino (That Lady in Ermine)
  - The Woody Woodpecker Song, musica e testo di Ramey Idriss e George Tibbles - Wet Blanket Policy

### 1950
- 1950
  - Baby, It's Cold Outside, musica e testo di Frank Loesser - La figlia di Nettuno (Neptune's Daughter)
  - It's a Great Feeling, musica di Jule Styne, testo di Sammy Cahn - L'amore non può attendere (It's a Great Feeling)
  - Lavender Blue, musica di Eliot Daniel, testo di Larry Morey - Tanto caro al mio cuore
  - My Foolish Heart, musica di Victor Young, testo di Ned Washington - Questo mio folle cuore (My Foolish Heart)
  - Through a Long and Sleepless Night, musica di Alfred Newman, testo di Mack Gordon - Le due suore (Come to the Stable)
- 1951
  - Mona Lisa, musica e testo di Ray Evans e Jay Livingston - La spia del lago (Captain Carey, U.S.A.)
  - Be My Love, musica di Nicholas Brodszky, testo di Sammy Cahn - Il pescatore della Louisiana (The Toast of New Orleans)
  - Bibbidi-Bobbidi-Boo, musica e testo di Mack David, Al Hoffman e Jerry Livingston - Cenerentola (Cinderella)
  - Mule Train, musica e testo di Fred Glickman, Hy Heath e Johnny Lange - L'amante del bandito (Singing Guns)
  - Wilhelmina, musica di Josef Myrow, testo di Mack Gordon - La Venere di Chicago (Wabash Avenue)
- 1952
  - In the Cool, Cool, Cool of the Evening, musica di Hoagy Carmichael, testo di Johnny Mercer - È arrivato lo sposo (Here Comes the Groom)
  - A Kiss to Build a Dream On, musica e testo di Bert Kalmar, Harry Ruby e Oscar Hammerstein II - La donna del gangster (The Strip)
  - Never, musica di Lionel Newman, testo di Eliot Daniel - Un'avventura meravigliosa (Golden Girl)
  - Too Late Now, musica di Burton Lane, testo di Alan Jay Lerner - Sua Altezza si sposa (Royal Wedding)
  - Wonder Why, musica di Nicholas Brodszky, testo di Sammy Cahn - Ricca, giovane e bella (Rich, Young and Pretty)
- 1953
  - The Ballad of High Noon (Do Not Forsake Me, Oh My Darlin' ), musica di Dimitri Tiomkin, testo di Ned Washington - Mezzogiorno di fuoco (High Noon)
  - Am I in Love, musica e testo di Jack Brooks - Il figlio di viso pallido (Son of Paleface)
  - Because You're Mine, musica di Nicholas Brodszky, testo di Sammy Cahn - Da quando sei mia (Because You're Mine)
  - Thumbelina, musica e testo di Frank Loesser - Il favoloso Andersen (Hans Christian Andersen)
  - Zing a Little Zong, musica di Harry Warren, testo di Leo Robin - Il sogno dei miei vent'anni (Just for You)
- 1954
  - Secret Love, musica di Sammy Fain e testo di Paul Francis Webster - Non sparare, baciami! (Calamity Jane)
  - The Moon Is Blue, musica di Herschel Burke Gilbert, testo di Sylvia Fine - La vergine sotto il tetto (The Moon Is Blue)
  - My Flaming Heart, musica di Nicholas Brodszky, testo di Leo Robin - Amore provinciale (Small Town Girl)
  - Sadie Thompson's Song (Blue Pacific Blues), musica di Lester Lee testo di Ned Washington - Pioggia (Miss Sadie Thompson)
  - That's Amore, musica di Harry Warren, testo di Jack Brooks - Occhio alla palla (The Caddy)
- 1955
  - Three Coins in the Fountain, musica di Jule Styne e testo di Sammy Cahn - Tre soldi nella fontana (Three Coins in the Fountain)
  - Count Your Blessings Instead of Sheep, musica e testo di Irving Berlin - Bianco Natale (White Christmas)
  - Hold My Hand, musica di Jack Lawrence, testo di Richard Myers - Susanna ha dormito qui (Susan Slept Here)
  - The High and the Mighty, musica di Dimitri Tiomkin testo di Ned Washington - Prigionieri del cielo (The High and the Mighty)
  - The Man That Got Away, musica di Harold Arlen, testo di Ira Gershwin - È nata una stella (A Star Is Born)
- 1956
  - Love Is a Many-Splendored Thing, musica di Sammy Fain, testo di Paul Francis Webster - L'amore è una cosa meravigliosa (Love Is a Many-Splendored Thing)
  - I'll Never Stop Loving You, musica Nicholas Brodszky, testo di Sammy Cahn - Amami o lasciami (Love Me or Leave Me)
  - Something's Gotta Give, musica e testo di Johnny Mercer - Papà Gambalunga (film 1955) (Daddy Long Legs)
  - (Love Is) The Tender Trap, musica di James Van Heusen, testo di Sammy Cahn - Il fidanzato di tutte (The Tender Trap)
  - Unchained Melody, musica di Alex North, testo di Hy Zaret - Senza catene (Unchained)
- 1957
  - Que sera, sera (Whatever Will Be, Will Be), musica e testo di Jay Livingston e Ray Evans - L'uomo che sapeva troppo (The Man Who Knew Too Much)
  - Friendly Persuasion (Thee I Love), musica Dimitri Tiomkin, testo di Paul Francis Webster - La legge del Signore (Friendly Persuasion)
  - Julie, musica di Leith Stevens, testo di Tom Adair - Salva la tua vita! (Julie)
  - True Love, musica e testo di Cole Porter - Alta società (High Society)
  - Written on the Wind, musica di Victor Young, testo di Sammy Cahn - Come le foglie al vento (Written on the Wind)
- 1958
  - All the Way, musica di James van Hausen e testo di Sammy Cahn - Il jolly è impazzito (The Joker is Wild)
  - An Affair to Remember, musica Harry Warren, testo di Harold Adamson e Leo McCarey - Un amore splendido (An Affair to Remember)
  - April Love, musica di Sammy Fain, testo di Paul Francis Webster - Il sole nel cuore (April Love)
  - Tammy, musica e testo di Ray Evans e Jay Livingston - Tammy fiore selvaggio (Tammy and the Bachelor)
  - Wild Is the Wind, musica di Dimitri Tiomkin, testo di Ned Washington - Selvaggio è il vento (Wild Is the Wind)
- 1959
  - Gigi, musica di Frederick Loewe, testo di Alan Jay Lerner - Gigi
  - Almost in Your Arms, musica e testo di Jay Livingston e Ray Evans - Un marito per Cinzia (Houseboat)
  - A Certain Smile, musica di Sammy Fain e testo di Paul Francis Webster - Un certo sorriso (A Certain Smile)
  - To Love and Be Loved, musica di James Van Heusen, testo di Sammy Cahn - Qualcuno verrà (Some Came Running)
  - A Very Precious Love, musica di Sammy Fain, testo di Paul Francis Webster - Vertigine (Marjorie Morningstar)

### 1960
- 1960
  - High Hopes, musica di James Van Heusen, testo di Sammy Cahn - Un uomo da vendere (A Hole in the Head)
  - The Best of Everything, musica di Alfred Newman, testo di Sammy Cahn - Donne in cerca d'amore (The Best of Everything)
  - The Five Pennies, musica e testo di Sylvia Fine - I cinque penny (The Five Pennies)
  - The Hanging Tree, musica di Jerry Livingston, testo di Mack David - L'albero degli impiccati (The Hanging Tree)
  - Strange Are the Ways of Love, musica di Dimitri Tiomkin, testo di Ned Washington - Là dove il sole brucia (The Young Land)
- 1961
  - Never On Sunday, musica e testo di Manos Hadjidakis - Mai di domenica (Never On Sunday)
  - The Facts of Life, musica e testo di Johnny Mercer - Un adulterio difficile (The Facts of Life)
  - Faraway Part of Town, musica di André Previn, testo di Dory Langdon - Pepe
  - The Second Time Around, musica di James Van Heusen, testo di Sammy Cahn - In due è un'altra cosa  (High Time)
  - The Green Leaves of Summer, musica di Dimitri Tiomkin, testo di Paul Francis Webster - La battaglia di Alamo (The Alamo)
- 1962
  - Moon River, musica di Henry Mancini, testo di Johnny Mercer - Colazione da Tiffany (Breakfast at Tiffany's)
  - Bachelor in Paradise, musica di Henry Mancini, testo di Mack David - Uno scapolo in Paradiso (Bachelor in Paradise)
  - Love Theme from El Cid, musica di Miklós Rózsa, testo di Paul Francis Webster - El Cid
  - Pocketful of Miracles, musica di James Van Heusen, testo di Sammy Cahn - Angeli con la pistola (Pocketful of Miracles)
  - Town without Pity, musica di Dimitri Tiomkin, testo di Ned Washington - La città spietata (Town without Pity)
- 1963
  - Days of Wine and Roses, musica di Henry Mancini, testo di Johnny Mercer - I giorni del vino e delle rose (Days of Wine and Roses)
  - Follow Me, musica di Bronislau Kaper, testo di Paul Francis Webster - Gli ammutinati del Bounty (Mutiny on the Bounty)
  - Second Chance, musica di André Previn, testo di Dory Langdon - La ragazza del quartiere (Two for the Seesaw)
  - Tender Is the Night, musica di Sammy Fain, testo di Paul Francis Webster - Tenera è la notte (Tender Is the Night)
  - Walk on the Wild Side, musica di Elmer Bernstein, testo di Mack David - Anime sporche (Walk on the Wild Side)
- 1964
  - Call Me Irresponsible, musica di Jimmy Van Heusen, testo di Sammy Cahn - Quella strana condizione di papà (Papa's Delicate Condition)
  - Charade, musica di Henry Mancini, testo di Johnny Mercer - Sciarada (Charade)
  - It's A Mad, Mad, Mad, Mad World, musica di Ernest Gold, testo di Mack David - Questo pazzo, pazzo, pazzo, pazzo mondo (It's a Mad, Mad, Mad, Mad World)
  - More, musica di Riz Ortolani e Nino Oliviero, testo di Norman Newell - Mondo cane
  - So Little Time, musica di Dimitri Tiomkin, testo di Paul Francis Webster - 55 giorni a Pechino (55 Days at Peking)
- 1965
  - Chim Chim Cher-ee, musica e testo di Richard M. Sherman e Robert B. Sherman - Mary Poppins
  - Dear Heart, musica di Henry Mancini, testo di Jay Livingston e Ray Evans - Tre donne per uno scapolo (Dear Heart)
  - Hush...Hush, Sweet Charlotte, musica di Frank De Vol, testo di Mack David - Piano... piano, dolce Carlotta (Hush...Hush, Sweet Charlotte)
  - My Kind of Town, musica di Jimmy Van Heusen, testo di Sammy Cahn - I 4 di Chicago (Robin and the 7 Hoods)
  - Where Love Has Gone, musica di Jimmy Van Heusen, testo di Sammy Cahn - Quando l'amore se n'è andato (Where Love Has Gone)
- 1966
  - The Shadow of Your Smile, musica di Johnny Mandel, testo di Paul Francis Webster - Castelli di sabbia (The Sandpiper)
  - The Ballad of Cat Ballou, musica di Jerry Livingston, testo di Mack David - Cat Ballou
  - I Will Wait For You, musica di Michel Legrand, testo di Jacques Demy e Norman Gimbel - Les Parapluies de Cherbourg
  - The Sweetheart Tree, musica di Henry Mancini, testo di Johnny Mercer - La grande corsa (The Great Race)
  - What's New Pussycat?, musica di Burt Bacharach, testo di Hal David - Ciao Pussycat (What's New Pussycat?)
- 1967
  - Born Free, musica di John Barry, testo di Don Black - Nata libera (Born Free)
  - Alfie, musica di Burt Bacharach, testo di Hal David - Alfie
  - Georgy Girl, musica di Tom Springfield, testo di Jim Dale, eseguita da The Seekers - Georgy, svegliati (Georgy Girl)
  - My Wishing Doll, musica di Elmer Bernstein, testo di Mack David - Hawaii
  - A Time for Love, musica di Johnny Mandel, testo di Paul Francis Webster - Vivi e lascia morire (An American Dream)
- 1968
  - Talk to the Animals, musica e testo di Leslie Bricusse - Il favoloso dottor Dolittle (Doctor Dolittle)
  - The Bare Necessities, musica e testo di Terry Gilkyson - Il libro della giungla (The Jungle Book)
  - The Eyes of Love, musica di Quincy Jones, testo di Bob Russell - Il club degli intrighi (Banning)
  - The Look of Love, musica di Burt Bacharach, testo di Hal David - James Bond 007 - Casino Royale (Casino Royale)
  - Thoroughly Modern Millie, musica e testo di Jimmy Van Heusen e Sammy Cahn - Millie (Thoroughly Modern Millie)
- 1969
  - The Windmills of Your Mind, musica di Michel Legrand, testo di Alan Bergman e Marilyn Bergman - Il caso Thomas Crown (The Thomas Crown Affair)
  - Chitty Chitty Bang Bang, musica e testo di Richard M. Sherman e Robert B. Sherman - Citty Citty Bang Bang (Chitty Chitty Bang Bang)
  - For Love of Ivy, musica di Quincy Jones, testo di Bob Russell - Un uomo per Ivy (For Love of Ivy)
  - Funny Girl, musica di Jule Styne, testo di Bob Merrill - Funny Girl
  - Star!, musica di Jimmy Van Heusen, testo di Sammy Cahn e Marilyn Bergman - Un giorno... di prima mattina (Star!)

### 1970
- 1970
  - Raindrops Keep Fallin' on My Head, musica di Burt Bacharach, testo di Hal David - Butch Cassidy (Butch Cassidy and the Sundance Kid)
  - Come Saturday Morning, musica di Fred Karlin, testo di Dory Previn - Pookie (The Sterile Cuckoo)
  - Jean, musica e testo di Rod McKuen - La strana voglia di Jean (The Prime of Miss Jean Brodie)
  - True Grit, musica di Elmer Bernstein, testo di Don Black - Il Grinta (True Grit)
  - What Are You Doing the Rest of Your Life?, musica di Michel Legrand, testo di Alan Bergman e Marilyn Bergman - Lieto fine (The Happy Ending)
- 1971
  - For All We Know, musica di Fred Karlin, testo di Robb Royer e James Griffin - Amanti ed altri estranei (Lovers and Other Strangers)
  - Pieces of Dreams, musica di Michel Legrand, testo di Alan Bergman e Marilyn Bergman - Noi due (Pieces of Dreams)
  - Thank You Very Much, musica e testo di Leslie Bricusse - La più bella storia di Dickens (Scrooge)
  - Till Love Touches Your Life, musica di Riz Ortolani, testo di Arthur Hamilton - La valle dei Comanches (Madron)
  - Whistling Away the Dark, musica di Henry Mancini, testo di Johnny Mercer - Operazione Crêpes Suzette (Darling Lili)
- 1972
  - Theme from Shaft, musica e testo di Isaac Hayes - Shaft il detective (Shaft)
  - The Age of Not Believing, musica e testo di Richard M. Sherman e Robert B. Sherman - Pomi d'ottone e manici di scopa (Bedknobs and Broomsticks)
  - All His Children, musica di Henry Mancini, testo di Alan Bergman e Marilyn Bergman - Sfida senza paura (Sometimes a Great Notion)
  - Bless the Beasts & Children, musica e testo di Barry De Vorzon e Perry Botkin Jr. - Bless the Beasts & Children
  - Life Is What You Make It, musica di Marvin Hamlisch, testo di Johnny Mercer - Vedovo aitante, bisognoso affetto offresi anche babysitter (Kotch)
- 1973
  - The Morning After, musica e testo di Al Kasha e Joel Hirschhorn - L'avventura del Poseidon (The Poseidon Adventure)
  - Ben, musica di Walter Scharf, testo di Don Black - cantata da Michael Jackson. Ben
  - Come Follow, Follow Me, musica di Fred Karlin, testo di Marsha Karlin - The Little Ark
  - Marmalade, Molasses & Honey, musica di Maurice Jarre, testo di Marilyn Bergman e Alan Bergman - L'uomo dai 7 capestri (The Life and Times of Judge Roy Bean)
  - Strange Are the Ways of Love, musica di Sammy Fain, testo di Paul Francis Webster - La matrigna (The Stepmother)
- 1974
  - The Way We Were, musica di Marvin Hamlisch, testo di Alan Bergman e Marilyn Bergman - Come eravamo (The Way We Were)
  - All That Love Went To Waste, musica di George Barrie, testo di Sammy Cahn - Un tocco di classe (A Touch of Class)
  - Live and Let Die, musica e testo di Paul McCartney e Linda McCartney - Agente 007 - Vivi e lascia morire (Live and Let Die)
  - Love, musica di George Bruns, testo di Floyd Huddleston - Robin Hood
  - Nice To Be Around, musica di John Williams, testo di Paul Williams - Un grande amore da 50 dollari (Cinderella Liberty)
- 1975
  - We May Never Love Like This Again, musica e testo di Al Kasha e Joel Hirschhorn - L'inferno di cristallo (The Towering Inferno)
  - I Feel Love, musica di Euel Box, testo di Betty Box - Beniamino (Benji)
  - Blazing Saddles, musica di John Morris, testo di Mel Brooks - Mezzogiorno e mezzo di fuoco (Blazing Saddles)
  - Little Prince, musica di Frederick Loewe, testo di Alan Jay Lerner - Il piccolo principe (The Little Prince)
  - Wherever Love Takes Me, musica di Elmer Bernstein, testo di Don Black - Il segno del potere (Gold)
- 1976
  - I'm Easy, musica e testo di Keith Carradine - Nashville
  - How Lucky Can You Get, musica e testo di Fred Ebb e John Kander - Funny Lady
  - Now That We're in Love, musica di George Barrie, testo di Sammy Cahn - W.H.I.F.F.S. - La guerra esilarante del soldato Frapper (Whiffs)
  - Richard's Window, musica di Charles Fox, testo di Norman Gimbel - Una finestra sul cielo (The Other Side of the Mountain)
  - Do You Know Where You're Going To, musica di Michael Masser, testo di Gerry Goffin - Mahogany
- 1977
  - Evergreen, musica di Barbra Streisand e testo di Paul Williams - È nata una stella (A Star Is Born)
  - Ave Satani, musica e testo di Jerry Goldsmith - Il presagio (The Omen)
  - Come to Me, musica di Henry Mancini, testo di Don Black - La Pantera Rosa sfida l'Ispettore Clouseau (The Pink Panther Strikes Again)
  - Gonna Fly Now, musica di Bill Conti, testo di Carol Connors e Ayn Robbins - Rocky
  - A World That Never Was, musica di Sammy Fain, testo di Paul Francis Webster - Half a House
- 1978
  - You Light Up My Life, musica e testo di Joseph Brooks - Tu accendi la mia vita (You Light Up My Life)
  - Candle on the Water, musica e testo di Al Kasha e Joel Hirschhorn - Elliott, il drago invisibile (Pete's Dragon)
  - Nobody Does It Better, musica di Marvin Hamlisch, testo di Carole Bayer Sager - 007 - La spia che mi amava (The Spy Who Loved Me)
  - The Slipper and the Rose Waltz (He Danced with Me/She Danced with Me), musica e testo di Richard M. Sherman e Robert B. Sherman - La scarpetta e la rosa (The Slipper and the Rose - The Story of Cinderella)
  - Someone's Waiting for You, musica di Sammy Fain, testo di Carol Connors e Ayn Robbins - Le avventure di Bianca e Bernie (The Rescuers)
- 1979
  - Last Dance, musica e testo di Paul Jabara - Grazie a Dio è venerdì (Thank God It's Friday)
  - Hopelessly Devoted To You, musica e testo di John Farrar - Grease - Brillantina (Grease)
  - The Last Time I Felt Like This, musica di Marvin Hamlisch, testo di Alan Bergman e Marilyn Bergman - Lo stesso giorno, il prossimo anno (Same Time, Next Year)
  - Ready To Take a Chance Again, musica di Charles Fox, testo di Norman Gimbel - Gioco sleale (Foul Play)
  - When You're Loved, musica e testo di Richard M. Sherman e Robert B. Sherman - La più bella avventura di Lassie (The Magic of Lassie)

### 1980
- 1980
  - It Goes Like It Goes, musica di David Shire, testo di Norman Gimbel - Norma Rae
  - I'll Never Say 'Goodbye, musica di David Shire, testo di Alan Bergman e Marilyn Bergman - The Promise
  - It's Easy To Say, musica di Henry Mancini, testo di Robert Wells - 10
  - Through the Eyes of Love, musica di Marvin Hamlisch, testo di Carole Bayer Sager - Castelli di ghiaccio (Ice Castles)
  - The Rainbow Connection, musica e testo di Paul Williams e Kenny Ascher - Ecco il film dei Muppet (The Muppet Movie)
- 1981
  - Fame, musica di Michael Gore, testo di Dean Pitchford - Saranno famosi (Fame)
  - Nine to Five, musica e testo di Dolly Parton - Dalle 9 alle 5... orario continuato (Nine to Five)
  - On the Road Again, musica e testo di Willie Nelson - Accordi sul palcoscenico (Honeysuckle Rose)
  - Out Here On My Own, musica di Michael Gore, testo di Lesley Gore - Saranno famosi (Fame)
  - People Alone, musica di Lalo Schifrin, testo di Wilbur Jennings - Competition (The Competition)
- 1982
  - Arthur's Theme (Best That You Can Do), musica e testo di Burt Bacharach, Carole Bayer Sager, Christopher Cross e Peter Allen - Arturo (Arthur)
  - Endless Love, musica e testo di Lionel Richie - Amore senza fine (Endless Love)
  - The First Time It Happens, musica e testo di Joe Raposo - Giallo in casa Muppet (The Great Muppet Caper)
  - For Your Eyes Only, musica di Bill Conti, testo di Mick Leeson - Solo per i tuoi occhi (For Your Eyes Only)
  - One More Hour, musica e testo di Randy Newman - Ragtime
- 1983
  - Up Where We Belong, musica di Jack Nitzsche e Buffy Sainte-Marie e testo di Will Jennings - Ufficiale e gentiluomo (An Officer and a Gentleman)
  - Eye of the Tiger, musica e testo di Jim Peterik e Frankie Sullivan - Rocky III
  - If We Were In Love, musica di John Williams, testo di Alan Bergman e Marilyn Bergman - Yes, Giorgio
  - How Do You Keep the Music Playing?, musica di Michel Legrand, testo di Alan Bergman e Marilyn Bergman - Amici come prima (Best Friends)
  - It Might Be You, musica di Dave Grusin, testo di Alan Bergman e Marilyn Bergman - Tootsie
- 1984
  - Flashdance... What a Feeling, musica di Giorgio Moroder e testo di Keith Forsey e Irene Cara - Flashdance
  - Maniac, musica e testo di Michael Sembello e Dennis Matkosky - Flashdance
  - Over You, musica e testo di Austin Roberts e Bobby Hart - Tender Mercies - Un tenero ringraziamento (Tender Mercies)
  - Papa, Can You Hear Me?, musica di Michel Legrand, testo di Alan Bergman e Marilyn Bergman - Yentl
  - The Way He Makes Me Feel, musica di Michel Legrand, testo di Alan Bergman e Marilyn Bergman - Yentl
- 1985
  - I Just Called to Say I Love You, musica e testo di Stevie Wonder - La signora in rosso (The Woman in Red)
  - Against All Odds (Take a Look at Me Now), musica e testo di Phil Collins - Due vite in gioco (Against All Odds)
  - Footloose, musica e testo di Kenny Loggins e Dean Pitchford - Footloose
  - Ghostbusters, musica e testo di Ray Parker Jr. - Ghostbusters - Acchiappafantasmi (Ghostbusters)
  - Let's Hear It for the Boy, musica e testo di Tom Snow e Dean Pitchford - Footloose
- 1986
  - Say You, Say Me, musica e testo di Lionel Richie - Il sole a mezzanotte (White Nights)
  - Miss Celie's Blues (Sister), musica di Quincy Jones e Rod Temperton, testo di Quincy Jones, Rod Temperton e Lionel Richie - Il colore viola (The Color Purple)
  - The Power of Love, musica di Chris Hayes e Johnny Colla, testo di Huey Lewis - Ritorno al futuro (Back to the Future)
  - Separate Lives, musica e testo di Stephen Bishop - Il sole a mezzanotte (White Nights)
  - Surprise, Surprise, musica di Marvin Hamlisch, testo di Edward Kleban - Chorus Line (A Chorus Line)
- 1987
  - Take My Breath Away, musica di Giorgio Moroder, testo di Tom Withlock - Top Gun
  - Glory of Love, musica di Peter Cetera e David Foster, testo di Peter Cetera e Diane Nini - Karate Kid II - La storia continua... (The Karate Kid Part II)
  - Life in a Looking Glass, musica di Henry Mancini, testo di Leslie Bricusse - Così è la vita (That's Life)
  - Mean Green Mother from Outer Space, musica di Alan Menken, testo di Howard Ashman - La piccola bottega degli orrori (Little Shop of Horrors)
  - Somewhere Out There, musica di James Horner e Barry Mann, testo di Cynthia Weil - Fievel sbarca in America (An American Tail)
- 1988
  - (I've Had) The Time of My Life, musica di Franke Previte, John DeNicola, Donald Markowitz, testo di Frankie Previte - Dirty Dancing - Balli proibiti (Dirty Dancing)
  - Shakedown, musica e testo di Harold Faltermeyer e Keith Forsey - Beverly Hills Cop II
  - Cry Freedom, musica e testo di George Fenton, e Jonas Gwangwa - Grido di libertà (Cry Freedom)
  - Nothing's Gonna Stop Us Now, musica e testo di Albert Hammond e Diane Warren - Mannequin
  - Storybook Love, musica e testo di Willy DeVille e Mark Knopfler - La storia fantastica (The Princess Bride)
- 1989
  - Let the River Run, musica e testo di Carly Simon - Una donna in carriera (Working Girl)
  - Calling You, musica e testo di Bob Telson - Bagdad Café (Out of Rosenheim)
  - Two Hearts, musica di Lamont Dozier e testo di Phil Collins - Buster

### 1990
- 1990
  - Under the Sea, musica di Alan Menken e testo di Howard Ashman - La sirenetta (The Little Mermaid)
  - Kiss the Girl, musica di Alan Menken e testo di Howard Ashman - La sirenetta (The Little Mermaid)
  - After All, musica di Tom Snow e testo di Dean Pitchford - Uno strano caso (Chances Are)
  - The Girl Who Used to Be Me, musica di Marvin Hamlisch e testo di Alan e Marilyn Bergman - Shirley Valentine - La mia seconda vita (Shirley Valentine)
  - I Love to See You Smile, musica e testo di Randy Newman - Parenti, amici e tanti guai (Parenthood)
- 1991
  - Sooner Or Later (I Always Get My Man), musica e testo di Stephen Sondheim - Dick Tracy
  - Blaze of Glory, musica e testo di Jon Bon Jovi - Young Guns II - La leggenda di Billy the Kid (Young Guns II)
  - I'm Checkin' Out, musica e testo di Shel Silverstein - Cartoline dall'inferno (Postcards From the Edge)
  - Promise Me You'll Remember, musica di Carmine Coppola e testo di John Bettis - Il padrino - Parte III (The Godfather: Part III)
  - Somewhere in My Memory, musica di John Williams e testo di Leslie Bricusse - Mamma, ho perso l'aereo (Home Alone)
- 1992
  - Beauty and the Beast, musica di Alan Menken e testo di Howard Ashman - La bella e la bestia (Beauty and the Beast)
  - Belle, musica di Alan Menken e testo di Howard Ashman - La bella e la bestia (Beauty and the Beast)
  - Be Our Guest, musica di Alan Menken e testo di Howard Ashman - La bella e la bestia (Beauty and the Beast)
  - (Everything I Do) I Do It for You, musica di Michael Kamen e testo di Bryan Adams e Robert John Lange - Robin Hood - Principe dei ladri (Robin Hood: Prince of Thieves)
  - When You're Alone, musica di John Williams e testo di Leslie Bricusse - Hook - Capitan Uncino (Hook)
- 1993
  - A Whole New World, musica di Alan Menken e testo di Tim Rice - Aladdin
  - Friend Like Me, musica di Alan Menken e testo di Howard Ashman - Aladdin
  - I Have Nothing, musica di David Foster e testo di Linda Thompson - Guardia del corpo (The Bodyguard)
  - Run to You, musica di Jud Friedman e testo di Allan Dennis Rich - Guardia del corpo (The Bodyguard)
  - Beautiful Maria of My Soul, musica di Robert Kraft e testo di Arne Glimcher - I re del mambo (The Mambo Kings)
- 1994
  - Streets of Philadelphia, musica e testo di Bruce Springsteen - Philadelphia
  - Again, musica e testo di Janet Jackson, James Harris III e Terry Lewis - Poetic Justice
  - The Day I Fall in Love, musica e testo di Carole Bayer Sager, James Ingram e Clif Magness - Beethoven 2 (Beethoven's 2nd)
  - Philadelphia, musica e testo di Neil Young - Philadelphia
  - A Wink and a Smile, musica di Marc Shaiman e testo di Ramsey McLean - Insonnia d'amore (Sleepless in Seattle)
- 1995
  - Can You Feel the Love Tonight, musica di Elton John e testo di Tim Rice - Il re leone (The Lion King)
  - Circle of Life, musica di Elton John e testo di Tim Rice - Il re leone (The Lion King)
  - Hakuna Matata, musica di Elton John e testo di Tim Rice - Il re leone (The Lion King)
  - Look What Love Has Done, musica e testo di Carol Bayer Sager, James Newton Howard, James Ingram e Patty Smyth - Junior
  - Make Up Your Mind, musica e testo di Randy Newman - Cronisti d'assalto (The Paper)
- 1996
  - Colors of the Wind, musica di Alan Menken e testo di Stephen Schwartz - Pocahontas
  - Dead Man Walkin', musica e testo di Bruce Springsteen - Dead Man Walking - Condannato a morte (Dead Man Walking)
  - Have You Ever Really Loved a Woman?, musica e testo di Michael Kamen, Bryan Adams e Robert John Lange - Don Juan De Marco - Maestro d'amore (Don Juan DeMarco)
  - Moonlight, musica di John Williams e testo di Alan Bergman e Marilyn Bergman - Sabrina
  - You've Got a Friend in Me, musica e testo di Randy Newman - Toy Story - Il mondo dei giocattoli (Toy Story)
- 1997
  - You Must Love Me, musica di Andrew Lloyd Webber e testo di Tim Rice - Evita
  - I Finally Found Someone, musica e testo di Barbra Streisand, Marvin Hamlisch, Robert John Lange e Bryan Adams - L'amore ha due facce (The Mirror Has Two Faces)
  - For the First Time, musica e testo di James Newton Howard, Jud Friedman e Allan Dennis Rich - Un giorno per caso (One Fine Day)
  - That Thing You Do!, musica testo Adam Schlesinger - Music Graffiti (That Thing You Do!)
  - Because You Loved Me, musica testo Diane Warren - Qualcosa di personale (Up Close & Personal)
- 1998
  - My Heart Will Go On, musica e testo James Horner e Will Jennings - Titanic
  - Go the Distance, musica e testo di Alan Menken e David Zippel - Hercules
  - How Do I Live, musica e testo di Diane Warren - Con Air
  - Journey to the Past, musica e testo di Stephen Flaherty e Lynn Ahrens - Anastasia
  - Miss Misery, musica e testo di Elliott Smith - Will Hunting - Genio ribelle (Good Will Hunting)
- 1999
  - When You Believe, musica e testo di Stephen Schwartz - Il principe d'Egitto (The Prince of Egypt)
  - I Don't Want to Miss a Thing, musica e testo di Diane Warren - Armageddon
  - That'll Do, musica e testo di Randy Newman - Babe va in città (Babe: Pig in the City)
  - A Soft Place To Fall, musica e testo di Allison Moorer e Gwil Owen - L'uomo che sussurrava ai cavalli (The Horse Whisperer)
  - The Prayer, musica di Carole Bayer Sager e David Foster, testo di Carole Bayer Sager David Foster, Tony Renis e Alberto Testa - La spada magica - Alla ricerca di Camelot (Quest for Camelot)

### 2000
- 2000
  - You'll Be in My Heart, musica e testo di Phil Collins - Tarzan
  - Blame Canada, musica e testo di Trey Parker e Marc Shaiman - South Park - Il film: più grosso, più lungo & tutto intero (South Park: Bigger, Longer, & Uncut)
  - Music of My Heart, musica e testo di Diane Warren - La musica del cuore (Music of the Heart)
  - Save Me, musica e testo di Aimee Mann - Magnolia
  - When She Loved Me, musica e testo di Randy Newman - Toy Story 2 - Woody e Buzz alla riscossa (Toy Story 2)
- 2001
  - Things Have Changed, musica e testo di Bob Dylan - Wonder Boys
  - A Fool in Love, musica e testo di Randy Newman - Ti presento i miei (Meet the Parents)
  - I've Seen It All, musica di Björk e testo di Lars von Trier e Sjon Sigurdsson - Dancer in the Dark
  - A Love Before Time, musica di Jorge Calandrelli e Tan Dun e testo di James Schamus - La tigre e il dragone (Wo hu cang long)
  - My Funny Friend and Me, musica di Sting e David Hartley e testo di Sting - Le follie dell'imperatore (The Emperor's New Groove)
- 2002
  - If I Didn't Have You, musica e testo di Randy Newman - Monsters & Co. (Monsters, Inc.)
  - Vanilla Sky, musica e testo di Paul McCartney - Vanilla Sky
  - May It Be, musica e testo di Enya, Nicky Ryan e Roma Ryan - Il Signore degli Anelli - La Compagnia dell'Anello (The Lord of the Rings: The Fellowship of the Ring)
  - Until, musica e testo di Sting - Kate & Leopold
  - There You'll Be, musica e testo di Diane Warren - Pearl Harbor
- 2003
  - Lose Yourself, musica di Eminem, Jeff Bass e Luis Resto, testo di Eminem - 8 Mile
  - I Move On, musica di John Kander e testo di Fred Ebb - Chicago
  - Burn in Blue, musica di Elliot Goldenthal e testo di Julie Taymor - Frida
  - The Hands That Built America, musica e testo degli U2 - Gangs of New York
  - Father and Daughter, musica e testo di Paul Simon - La famiglia della giungla (The Wild Thornberry Movie)
- 2004
  - Into the West, musica e testo di Fran Walsh, Howard Shore e Annie Lennox - Il Signore degli Anelli - Il ritorno del re (The Lord of the Rings: The Return of the King)
  - Belleville Rendez-vous, musica di Benoît Charest e testo di Sylvain Chomet - Appuntamento a Belleville (Les triplettes de Belleville)
  - A Kiss at the End of the Rainbow, musica e testo di Michael McKean e Annette O'Toole - A Mighty Wind
  - Scarlet Tide, musica e testo di T Bone Burnett e Elvis Costello - Ritorno a Cold Mountain (Cold Mountain)
  - You Will Be My Ain True Love, musica e testo di Sting - Ritorno a Cold Mountain (Cold Mountain)
- 2005
  - Al otro lado del río, musica e testo di Jorge Drexler - I diari della motocicletta (Diarios de motocicleta)
  - Accidentally in Love, musica e testo dei Counting Crows - Shrek 2
  - Believe, musica e testo di Glen Ballard e Alan Silvestri - Polar Express (The Polar Express)
  - Learn to Be Lonely, musica di Andrew Lloyd Webber e testo di Charles Hart - Il fantasma dell'opera (The Phantom of the Opera)
  - Vois Sur Ton Chemin, musica di Bruno Coulais e testo di Christophe Barratier - Les choristes - I ragazzi del coro (Les Choristes)
- 2006
  - It's Hard out Here for a Pimp, musica e parole di Jordan Houston, Cedric Coleman e Paul Beauregard - Hustle & Flow
  - In the Deep, musica di Kathleen York e Michael Becker, testo di Kathleen York - Crash - Contatto fisico (Crash)
  - Travelin' Thru, musica e testo di Dolly Parton - Transamerica
- 2007
  - I Need to Wake Up, parole e musica di Melissa Etheridge - Una scomoda verità (An Inconvenient Truth)
  - Listen, musica di Henry Krieger e Scott Cutler e parole di Anne Preven - Dreamgirls
  - Love You I Do, musica di Henry Krieger e parole di Siedah Garrett - Dreamgirls
  - Our Town, parole e musica di Randy Newman - Cars - Motori ruggenti (Cars)
  - Patience, musica di Henry Krieger e parole di Willie Reale - Dreamgirls
- 2008
  - Falling Slowly, parole e musica di Glen Hansard e Markéta Irglová - Once (Una volta)
  - Raise It Up, parole e musica di Chris Trapper - La musica nel cuore - August Rush (August Rush)
  - Happy Working Song, musica di Alan Menken e parole di Stephen Schwartz - Come d'incanto (Enchanted)
  - So Close, musica di Alan Menken e parole di Stephen Schwartz - Come d'incanto (Enchanted)
  - That's How You Know, musica di Alan Menken e parole di Stephen Schwartz - Come d'incanto (Enchanted)
- 2009
  - Jai Ho, musica di Allah Rakha Rahman e parole di Gulzar - The Millionaire (Slumdog Millionaire)
  - O Saya, musica di Allah Rakha Rahman e parole di M.I.A. (Maya Arulpragasam) - The Millionaire (Slumdog Millionaire)
  - Down to Earth, musica di Peter Gabriel e Thomas Newman e parole di Peter Gabriel - WALL•E

### 2010
- 2010
  - The Weary Kind (Theme From Crazy Heart), musica e parole di Ryan Bingham e T Bone Burnett - Crazy Heart
  - Almost There, parole e musica di Randy Newman - La principessa e il ranocchio (The Princess and the Frog)
  - Down in New Orleans, parole e musica di Randy Newman - La principessa e il ranocchio (The Princess and the Frog)
  - Loin de Paname, musica di Reinhardt Wagner e parole di Frank Thomas - Paris 36 (Faubourg 36)
  - Take It All, parole e musica di Maury Yeston - Nine
- 2011
  - We Belong Together, musica e parole di Randy Newman - Toy Story 3 - La grande fuga (Toy Story 3)
  - If I Rise, musica di Allah Rakha Rahman, parole di Rollo Armstrong e Dido - 127 ore (127 Hours)
  - Coming Home, musica e parole di Bob DiPiero, Tom Douglas, Hillary Lindsey e Troy Verges - Country Strong (Country Strong)
  - I See the Light, musica di Alan Menken e parole di Glenn Slater - Rapunzel - L'intreccio della torre (Tangled)
- 2012
  - Man or Muppet, musica e parole di Bret McKenzie - I Muppet (The Muppets)
  - Real in Rio, musica di Sérgio Mendes e Carlinhos Brown e parole di Siedah Garrett - Rio
- 2013[1]
  - Skyfall, musica e parole di Adele e Paul Epworth - Skyfall
  - Before My Time, musica e parole di J. Ralph - Chasing Ice
  - Everybody Needs A Best Friend, musica e parole di Walter Murphy e Seth MacFarlane - Ted
  - Pi's Lullaby, musica e parole di Mychael Danna e Bombay Jayashri - Vita di Pi (Life of Pi)
  - Suddenly, musica e parole di Claude-Michel Schönberg, Herbert Kretzmer e Alain Boublil - Les Misérables
- 2014
  - Let It Go, musica e parole di Kristen Anderson-Lopez e Robert Lopez - Frozen - Il regno di ghiaccio
  - Happy, musica e parole di Pharrell Williams - Cattivissimo me 2 (Despicable me 2)
  - The Moon Song, musica e parole di Karen O e Spike Jonze - Lei (Her)
  - Ordinary Love, musica e parole degli U2 - Mandela - La lunga strada verso la libertà (Long Walk to Freedom)
- 2015
  - Glory, musica e parole di John Stephens e Lonnie Lynn - Selma - La strada per la libertà (Selma)
  - Everything Is Awesome, musica e parole di Shawn Patterson - The LEGO Movie
  - Grateful, musica e parole di Diane Warren - Beyond the Lights - Trova la tua voce (Beyond the Lights)
  - I'm Not Gonna Miss You, musica e parole di Glen Campbell e Julian Raymond - Glen Campbell: I'll Be Me
  - Lost Stars, musica e parole di Gregg Alexander e Danielle Brisebois - Tutto può cambiare (Begin Again)
- 2016
  - Writing's on the Wall (Jimmy Napes e Sam Smith) - Spectre
  - Earned It (Abel Tesfaye, Ahmad Balshe, Jason Daheala Quenneville e Stephan Moccio) - Cinquanta sfumature di grigio (Fifty Shades of Grey)
  - Manta Ray (J. Ralph e Antony Hegarty) - Racing Extinction
  - Simple Song #3 (David Lang) - Youth - La giovinezza (Youth)
  - Til It Happens to You (Diane Warren e Lady Gaga) - The Hunting Ground
- 2017
  - City Of Stars (Justin Hurwitz, Testo di Benj Pasek e Justin Paul) - La La Land
  - Audition (The Fools Who Dream) (Justin Hurwitz, Benj Pasek e Justin Paul) - La La Land
  - Can't Stop the Feeling! (Justin Timberlake, Max Martin e Karl Johan Schuster) - Trolls
  - The Empty Chair (J. Ralph e Sting) - Jim: The James Foley Story
  - How Far I'll Go (Lin-Manuel Miranda) - Oceania (Moana)
- 2018
  - Remember Me (musica e testi di Kristen Anderson-Lopez e Robert Lopez) – Coco
  - Mighty River (musica e testi di Mary J. Blige, Raphael Saadiq e Taura Stinson) – Mudbound
  - Mystery of Love (musica e testi di Sufjan Stevens) – Chiamami col tuo nome (Call Me By Your Name)
  - Stand Up For Something (musica di Diane Warren, testi di Diane Warren e Lonnie Lynn) – Marcia per la libertà (Marshall)
  - This Is Me (musica e testi di Benj Pasek e Justin Paul) – The Greatest Showman
- 2019
  - Shallow (musica e testi di Lady Gaga, Mark Ronson, Anthony Rossomando e Andrew Wyatt) - A Star Is Born
  - All the Stars (musica e testi di Kendrick Lamar, SZA, Sounwave e Al Shux) - Black Panther
  - I'll Fight (musica e testi di Diane Warren) - Alla corte di Ruth - RBG
  - The Place Where Lost Things Go (musica di Marc Shaiman, testi di Marc Shaiman e Scott Wittman) - Il ritorno di Mary Poppins (Mary Poppins Returns)
  - When a Cowboy Trades His Spurs for Wings (musica e testi di David Rawlings e Gillian Welch) - La ballata di Buster Scruggs (The ballad of Buster Scruggs)

### 2020
- 2020
  - (I'm Gonna) Love Me Again (musica e testi di Elton John e Bernie Taupin) - Rocketman
  - I Can't Let You Throw Yourself Away (musica e testi di Randy Newman) - Toy Story 4
  - I'm Standing With You (musica e testi di Diane Warren) - Atto di fede (Breakthrough)
  - Into the Unknown (musica e testi di Kristen Anderson-Lopez e Robert Lopez) - Frozen II - Il segreto di Arendelle (Frozen II)
  - Stand Up (musica e testi di Joshua Brian Campbell e Cynthia Erivo) - Harriet

- 2021
  - Fight for You (musica e testi di H.E.R., Dernst Emile II e Tiara Thomas) - Judas and the Black Messiah
  - Hear My Voice (musica e testi di Daniel Pemberton e Celeste Waite) - Il processo ai Chicago 7
  - Husavik (My Hometown) (musica e testi di Savan Kotecha, Fat Max Gsus e Rickard Göransson) - Eurovision Song Contest - La storia dei Fire Saga 
  - Io sì (Seen) (musica di Diane Warren testo di Laura Pausini e Niccolò Agliardi) - La vita davanti a sé
  - Speak Now (musica e testo di Leslie Odom Jr. e Sam Ashworth) - Quella notte a Miami...

- 2022
  - No Time To Die (musiche e testo di Billie Eilish e Finneas O'Connell) - No Time To Die
  - Be Alive (musiche e testo di Beyoncé e DIXSON) - Una famiglia vincente - King Richard
  - Dos Oruguitas (musiche e testo di Lin-Manuel Miranda) - Encanto
  - Down to Joy (musiche e testo di Van Morrison) - Belfast
  - Somehow You Do (musiche e testo di Diane Warren) - Quattro buone giornate

- 2023
  - Naatu Naatu (musiche e testi di M. M. Keeravani e Chandrabose) - RRR
  - Applause (musiche e testo di Diane Warren) - Tell It Like a Woman
  - Hold My Hand (musiche e testo di Lady Gaga e BloodPop) - Top Gun: Maverick
  - Lift Me Up (musiche e testi di Rihanna, Tems, Ryan Coogler e Ludwig Göransson) - Black Panther: Wakanda Forever
  - This Is a Life (musiche e testi di Ryan Lott, David Byrne e Mitski) - Everything Everywhere All at Once

- 2024
  - What Was I Made For? (musiche e testo di Billie Eilish e Finneas O'Connell) - Barbie
  - The Fire Inside (musiche e testo di Diane Warren) - Flamin' Hot
  - I'm Just Ken (musiche e testo di Mark Ronson e Andrew Wyatt) - Barbie
  - It Never Went Away (musiche e testo di Jon Batiste e Dan Wilson) - American Symphony
  - Wahzhazhe (A Song for My People) (musiche e testo di Scott George) - Killers of the Flower Moon
- 2025
  - El mal (testo: Clément Ducol, Camille, Jacques Audiard – musica: Clément Ducol, Camille) – Emilia Pérez
  - The Journey (testo e musica: Diane Warren) – The Six Triple Eight
  - Like a Bird (testo e musica: Abraham Alexander, Adrian Quesada) – Sing Sing
  - Mi camino (testo e musica: Clément Ducol, Camille) – Emilia Pérez
  - Never Too Late (testo e musica: Elton John, Brandi Carlile, Andrew Watt, Bernie Taupin) – Elton John: Never Too Late